# Wanxiang Group
A Wanxiang Group egy magánvállalat a kapitalista Csöcsiang tartományban, Sanghaj mellett. Lu Guanqiu (670 mill.) alapította 1969-ben. Elnöke Lu Weiding, Shen Changshou-val dolgozik együtt. Kína egyik legnagyobb alkatrész-szállító cége, de az Amerikai Egyesült Államokban is épített gyárat. Biciklijavítással kezdett a cég. A felső 500 kínai cég egyike. A Wanxiang Group székhelye Hangcsou Xiaoshan kerületében található.